# 의사공개의 원칙
의사공개의 원칙은 국회의 의안심의과정을 일반인에게 공개하는 것을 가리킨다. 의사공개의 원칙은 국회법에서 본회의는 물론, 위원회와 소위원회에서 명시적으로 규정하고 있다. 의사공개의 원칙은 [1] 방청의 자유, [2] 국회의사록의 공표, [3] 보도의 자유 등을 그 내용으로 한다. 의사공개원칙의 구체적 실현을 위하여 국회의사의 중계방송제도를 시행하고 있다.